# Paul Simick
Paul Simick (* 7. August 1963 in Gitdubling, Darjeeling, Westbengalen) ist ein indischer Geistlicher und ernannter römisch-katholischer Bischof von Bagdogra.

## Leben
Paul Simick studierte am Morning Star Regional Seminary Barrackpore, Kalkutta, und empfing am 9. April 1992 das Sakrament der Priesterweihe für das Bistum Darjeeling. Von 1995 bis 2000 studierte er Biblische Theologie in Rom an der Päpstlichen Universität Urbaniana, wo er das Lizenziat erwarb und zum Doctor theologiae promoviert wurde. Nach seiner Rückkehr war er als Dozent am Morning Star Seminary und als Pfarrer tätig. Seit 2011 war er Dompfarrer an der Kathedrale des Bistums Darjeeling.
Papst Franziskus ernannte ihn am 25. April 2014 zum Apostolischen Vikar von Nepal und Titularbischof von Maturba. Der Apostolische Nuntius in Nepal, Erzbischof Salvatore Pennacchio, spendete ihm am  29. Juni desselben Jahres im Auditorium der Saint-Mary-School in Jawalakhel im Distrikt Lalitpur die Bischofsweihe. Mitkonsekratoren waren sein Vorgänger als Apostolischer Vikar, Anthony Francis Sharma SJ, und der Bischof von Darjeeling, Stephen Lepcha.
Am 9. November 2024 ernannte ihn Papst Franziskus zum Bischof von Bagdogra.